# Auguráculo

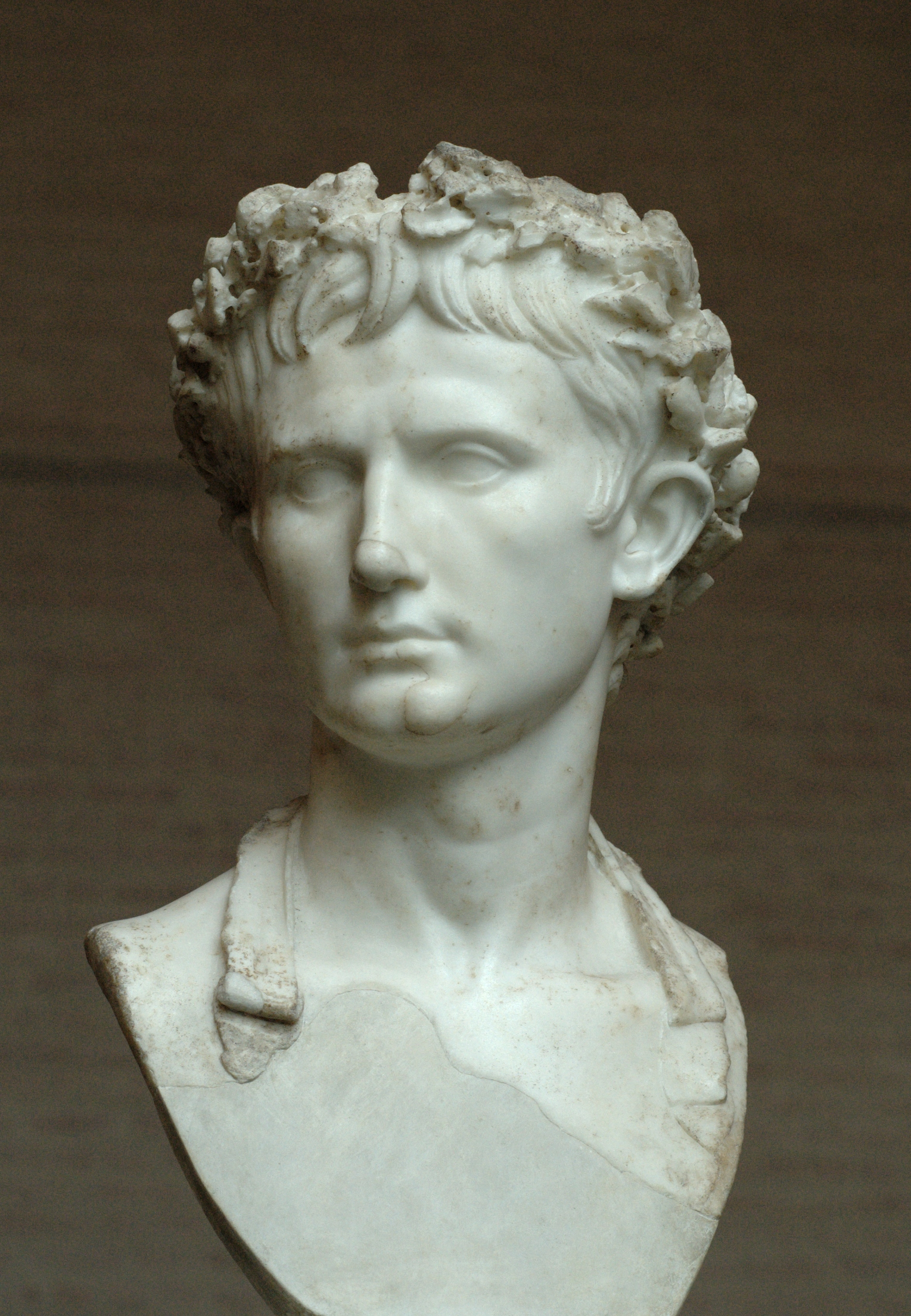
Augusto com a coroa cívica,
na. Gliptoteca de Munique

Auguráculo (em latim: Auguraculum) foi um templo sem teto orientado para os pontos cardiais, no qual os sacerdotes da Roma Antiga praticaram o augúrio e ornitomancia. Localizava-se no canto nordeste da Cidadela do Capitólio, acima do Clivo Argentário, provavelmente próximo a atual Basílica de Santa Maria em Aracoeli. O sacerdote observador permanecia posicionado ao centro do edifício, em uma tenda ou cabana, e prestava atenção às porções do céu do qual vinham os pássaros, que eram marcados por pedras situadas ao longo do perímetro do templo, com intuito de poder prever o futuro. Especula-se que tenha mantido sua forma original até ao menos o reinado do imperador Augusto (r. 27 a.C.–14 d.C.).
O Auguráculo era estruturalmente muito simples, uma pequena cabana de palha, que parece ter sido regularmente renovada. Houve dois Auguráculos permanentes em Roma: aquele da Cidadela do Capitólio e outro no Monte Laciar, a porção mais meridional do Quirinal, que fora mencionado apenas uma vez no relato de Marco Terêncio Varrão. Segundo Samuel Ball Platner, provavelmente aquele presente no Quirinal teria sido mais antigo, tendo ele servido como um antigo centro augural até a criação do Auguráculo do Capitólio.
Durante o Reino de Roma, o monarca eleito era levado pelos áugures ao Auguráculo da cidadela, onde era posicionado com sua face para sul. Um magistrado que estivesse servindo como um comandante militar também tomava auspícios diários. Desse modo, como parte da edificação do acampamento, havia uma espécie de tabernáculo augural. Essa tenda augural foi o centro de procedimentos religiosos e legais dentro do acampamento.

## Localização
| Planimetria do Capitólio antigo |
| --- |
| Area capitolina Arx Fórum Romano Fóruns imperiais Velabro Templo de Júpiter Capitolino Tabulário Templo de Juno Moneta Teatro de Marcelo Fórum Holitório Templo de Belona Templo de Júpiter Ferétrio Templo de Vejóvis Auguráculo Iseu Templo de Júpiter Guardião (?) Templo da Concórdia (?) Templo de Júpiter Conservador Cabana de Rômulo Altar Templo Tensário Templo de Júpiter Tonante Clivo Capitolino "Cem Passos" Porta Pandana Templo de Jano Templo de Juno Sóspita Templo de Esperança Templo de Augusto Asilo "Entre Dois Bosques" Vico Jugário Campo de Marte Pórtico dos Deuses Harmoniosos Templo de Vespasiano Templo da Concórdia Tuliano Clivo Argentário Templo de Vênus Ericina Templo de Mente (?) Templo de Fides (?) Templo de Ops (?) Arco de Cipíão Templo de Saturno Basílica Júlia |